# جورج بيل (مدرس)
جورج بيل (بالإنجليزية: George Joseph Bell)‏ (و. 1770 – 1843 م) هو مدرس إسكتلندي، كان عضوًا في الجمعية الملكية لإدنبرة، توفي عن عمر يناهز 73 عاماً.

## التعليم
تعلم في Royal High School, Edinburgh ‏، وجامعة إدنبرة.

## جوائز
حصل على جوائز منها:
- زمالة الجمعية الملكية لإدنبرة.